# Stortjärnen (Bergs socken, Jämtland, 694121-144234)
Stortjärnen är en sjö i Bergs kommun i Jämtland och ingår i Ljungans huvudavrinningsområde. Sjön har en area på 0,207 kvadratkilometer och ligger 409,9 meter över havet. Sjön avvattnas av vattendraget Loån.

## Delavrinningsområde
Stortjärnen ingår i det delavrinningsområde (694109-144293) som SMHI kallar för Utloppet av Stortjärnen. Medelhöjden är 425 meter över havet och ytan är 1,19 kvadratkilometer. Räknas de 4 avrinningsområdena uppströms in blir den ackumulerade arean 45,72 kvadratkilometer. Loån som avvattnar avrinningsområdet har biflödesordning 2, vilket innebär att vattnet flödar genom totalt 2 vattendrag innan det når havet efter 193 kilometer. Avrinningsområdet består mestadels av skog (63 procent) och sankmarker (15 procent). Avrinningsområdet har 0,21 kvadratkilometer vattenytor vilket ger det en sjöprocent på 17,2 procent.